# Unreleased Art Vol. V: Stuttgart May 25, 1981
Unreleased Art Vol. V: Stuttgart May 25, 1981 ist ein posthumes Album des Altsaxophonisten Art Pepper. Die bei einem Konzert am 25. Mai 1981 in der Stuttgarter Liederhalle entstandenen Aufnahmen erschienen 2010 auf Widow’s Taste, dem Label seiner Witwe Laurie Pepper. Es war das fünfte Album einer Serie von Veröffentlichungen aus dem Nachlass mit dem Titel Unreleased Art.

## Hintergrund
Im Mai 1981 reiste Art Pepper zusammen mit dem Pianisten Milcho Leviev, dem Bassisten Bob Magnusson und Schlagzeuger Carl Burnett nach Europa. Den ganzen Monat waren der Altsaxophonist und sein Trio unterwegs und spielten 18 Konzerte auf dem Kontinent. Bei der Tour entstanden auch die Aufnahmen für das postume Art-Pepper-AlbumUnreleased Art, Vol. 3: The Croydon Concert, ein Mitschnitt von einem Konzert in Großbritannien, ebenfalls im Mai 1981.
Laurie Pepper sagte in einem Interview mit Marc Myers, „ein Mann aus Europa hat sich mit mir in Verbindung gesetzt. Fans von Art Pepper überall auf der Welt schicken mir Aufnahmen von Arts Gigs. Anscheinend war Europa in dieser Zeit voller Menschen, die Konzerte und Clubauftritte aufzeichneten.“ Das Stuttgarter Konzert wurde aus drei verschiedenen Quellen abgeleitet, die von derselben Person erfasst oder gesammelt wurden, die auch die Bänder des Croydon-Konzerts zur Verfügung gestellt hat. Diese Aufnahmen wurden von Wayne Peet (Newzone Studios) repariert und remastert. Andere Teile wurden vom Süddeutschen Rundfunk mitgeschnitten und ausgestrahlt.
In den Liner Notes merkte Laurie Pepper an, dass dieser Teil der Tour nicht genau dokumentiert war; die Stücke sind in einer Annäherung an den wahrscheinlichen Verlauf der Show zusammengestellt. Auf jeden Fall vermutet sie, dass sie das vordere und hintere Ende richtig positioniert hat, denn Pepper startete den Set normalerweise mit einem schnellen Blues, in diesem Fall mit „True Blues“, und schloss das Konzert mit einem Vehikel für Improvisation, wie hier „Cherokee“ Das Set überlappt mit dem Croydon-Konzert bei den Titeln „Yours Is My Heart Alone“, „Patricia“, „Make a List (Make a Wish)“ and „Cherokee“.

## Titelliste

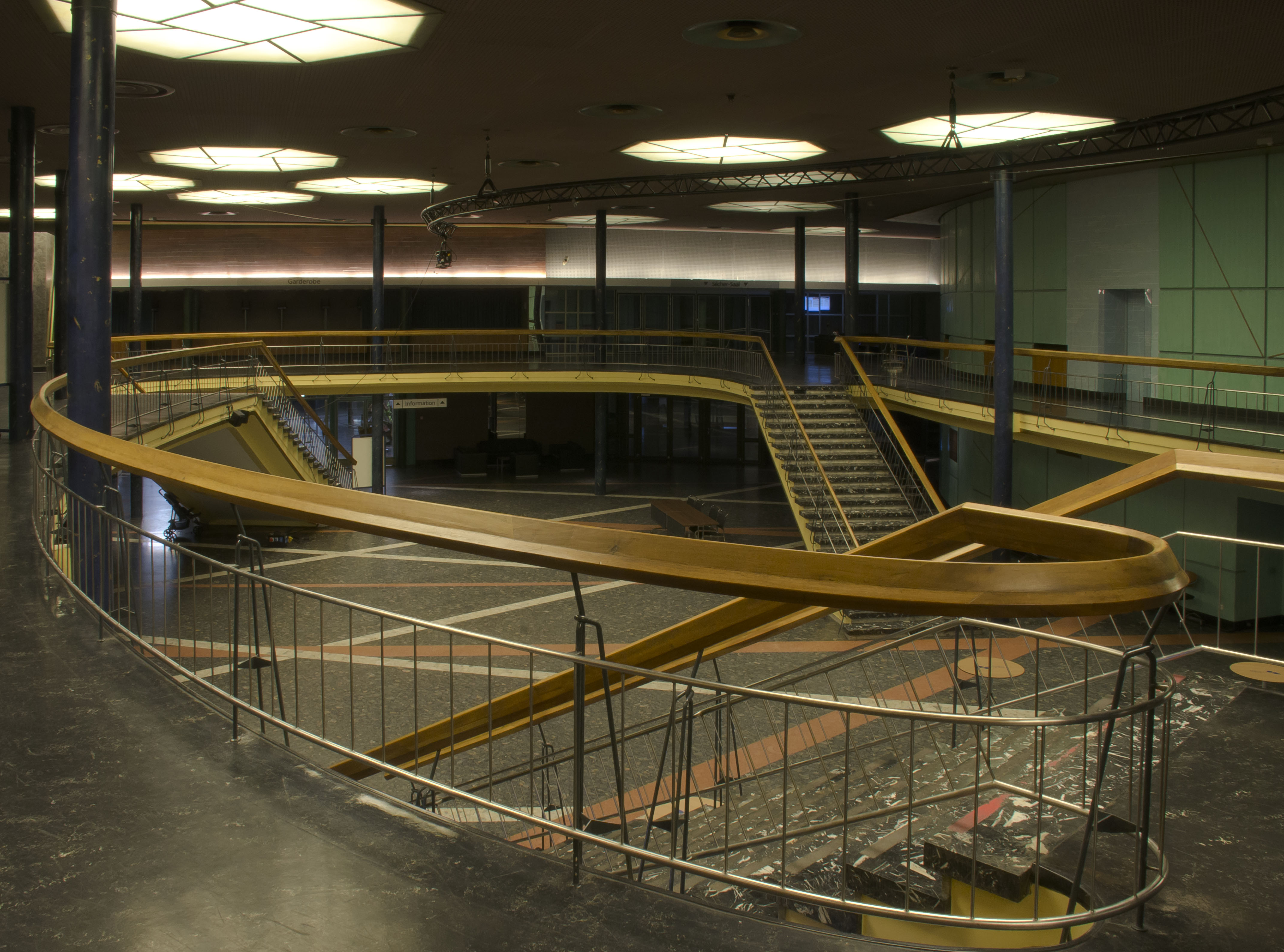
Liederhalle Stuttgart:Blick vom oberen Bereich des Foyers auf eine Treppe und den unteren Bereich

- Art Pepper: Unreleased Art Vol. V: Stuttgart May 25, 1981 (Widow’s Taste APM 10001)[3]

CD 1
1. True Blues (Art Pepper) 13:13
2. Yours Is My Heart Alone (Franz Lehár, F. Löhner, Ludwig Herzer) 11:16
3. Landscape (Art Pepper) 14:39
4. Patricia (Art Pepper) 13:45
5. For Freddie (Art Pepper) 11:57

CD 2
1. Straight Life (Art Pepper) 8:36
2. Avalon (Al Jolson, Buddy DeSylva, Vincent Rose) 7:07
3. Make a List (Make a Wish) (Art Pepper) 23:58
4. Over the Rainbow (E. Y. Harburg, Harold Arlen) 13:00
5. Cherokee (Ray Noble) 12:05

## Rezeption
Marc Myers schrieb in Jazzwax, Stuttgart, 25. Mai 1981 zeige Pepper in Deutschland in einem fast trancehaften Zustand und präsentiere herausragende Versionen von „For Freddie“, „Straight Life“, „Yours Is My Heart Alone“ und „Over the Rainbow“. Der Klang der Aufnahme sei lebendig und klar, und die Wärme, die die Gruppe abgebe, sei kohärent. Für den Autor stellt das Album den bisherigen Höhepunkt der Unheard Art Reihe dar.
C. Michael Bailey verlieh dem Album in All About Jazz die Höchstbewertung von fünf Sternen und schrieb: „Das Stuttgarter Konzert bestand aus zwei der großartigsten Balladen von Pepper, seiner Originalkomposition ‚Patricia‘, die für seine Tochter geschrieben wurde, und ‚Over the Rainbow‘ aus The Wizard of Oz. Die zweite Ballade ist eines dieser unantastbaren Lieder, die die Natur nur den emotionalsten Spielern vorbehalten hat. Pepper interpretierte es während seines gesamten Lebens nach 1970 hindurch, immer mit akuter Freisetzung. Diese Band wird durch die problematische Beziehung zwischen Pepper und dem Pianisten Milcho Leviev geschärft. Während der Pianist George Cables eine besondere Beziehung zu Pepper hatte (der ihn Mr. Beautiful nannte), trat Leviev, der Pepper nicht so ernst nahm, mit dem Anführer so in Konflikt, dass eine Spannung bestand, die diese Leistungen verfeinerte.“
Obwohl Pepper und Leviev das lange „Make a List (Make a Wish)“ untereinander aufteilen, gehöre der Song tatsächlich dem Bassisten Bob Magnusson und dem Schlagzeuger Carl Burnett, meinte Bailey. Leviev, Magnusson und Burnett verwandelten das Stück in „ein Rock-Meisterwerk“, so wie es der Pianist Gene Harris mit „Summertime“ auf Ray Browns  Album Bam Bam Bam (Concord, 1988) getan habe. Als Pepper zu seinen Solo-Part eintritt, beschwört er „ein wenig John Coltrane, der ihn in den frühen 1970er Jahren in Besitz genommen hat. Pepper arbeitet sich heraus und beweist, was für ein großartiger R&B-Saxophonist er ist, funky und reichhaltig, voll von diesem fettigen, guten Charme, der dazu führt, dass Füße stampfen und Gemeindemitglieder Amen rufen.“